# 中村健次
中村健次（日语：／ Nakamura Kenji，1964年2月18日—），日本男子帆船运动员。他曾代表日本参加1990年和1994年亚洲运动会帆船比赛，获得二枚金牌。他也曾参加1988年、1996年、2000年和2004年夏季奥林匹克运动会。